# ダンカン・ホールデン
フレデリック・ダンカン・マイケル・ホールデン（英: Frederick Duncan Michael Haldane、1951年9月14日 – ）は、イギリス出身の物理学者。米プリンストン大学の物理学部で教授（Eugene Higgins Professor of Physics）を務めている。彼は2016年にノーベル物理学賞をデイヴィッド・J・サウレス、ジョン・M・コステリッツと共同受賞した。

## 業績
彼は凝縮系物理学の基盤に関わる幅広い研究で知られており、例えば朝永–ラッティンジャー液体の理論、1次元スピン鎖の理論、分数量子ホール効果の理論、排他統計、エンタングルメント・スペクトル、ほか多数がある。

## 科学アカデミー会員
- 王立協会フェロー（ロンドン）
- アメリカ芸術科学アカデミーフェロー（ボストン）
- アメリカ物理学会フェロー
- 英国物理学会フェロー
- アメリカ科学振興協会フェロー
- アルフレッド・P・スローン財団リサーチ・フェロー（1984年-88年）

## 受賞歴
- アメリカ物理学会のオリバー・E・バックリー凝縮系賞（1993年）
- ローレンツ・チェア（2008年）
- ICTPのディラック・メダル（2012年）[5]
- ノーベル物理学賞（2016年）